# Zach Sieler
Zachary Wilfried Sieler (Pinckney, 7 settembre 1995) è un giocatore di football americano statunitense che milita nel ruolo di defensive end per i Miami Dolphins della National Football League (NFL).

## Carriera

### Baltimore Ravens
Sieler fu scelto dai Baltimore Ravens nel corso del settimo giro (238º assoluto) del Draft NFL 2018.
Il 31 agosto 2019 Sieler fu svincolato, dopo di che rifirmò con la squadra di allenamento il giorno successivo. Fu promosso nel roster attivo il 5 ottobre 2019. Fu svincolato il 4 dicembre 2019.

### Miami Dolphins
Il 5 dicembre 2019 Sieler firmò con i Miami Dolphins.
Il 17 aprile 2020 Sieler firmò un nuovo contratto di un anno con i Dolphins. Il 31 luglio 2020 fu inserito nella lista dei positivi al COVID-19, tornando attivo sei giorni dopo.
Il 16 novembre 2020 Sieler firmò un nuovo contratto triennale con Miami.
Il 27 agosto 2023 Sieler firmò un nuovo contratto triennale del valore di 38,65 milioni di dollari. Nella gara della settimana 14 contro i Tennessee Titans fece registrare il suo primo intercetto sul quarterback Will Levis, ritornando il pallone per 5 yard in touchdown. A fine stagione chiuso secondo nella squadra con un nuovo primato personale di 10 sack.
Nel quattordicesimo turno della stagione 2024, Sieler fu premiato come miglior difensore della AFC della settimana dopo avere messo a segno 4 tackle e 2 sack, entrambi nel quarto periodo, nella vittoria sui New York Jets.
Il 3 agosto 2025 Sieler firmò con i Dolphins un rinnovo contrattuale triennale del valore di 67,75 milioni di dollari.

## Palmarès
- Difensore della AFC della settimana: 1

14ª del 2024